# Våglängd
Våglängden är avståndet mellan repeterande delar av ett vågmönster. Den betecknas ofta med den grekiska bokstaven {\textstyle \lambda } (lambda).
I en sinusvåg är våglängden avståndet mellan två motsvarande punkter i vågen, till exempel två toppar eller två dalar:

{\textstyle x}-axeln representerar avstånd, och {\textstyle I} någon varierande kvantitet (exempelvis lufttryck för en ljudvåg eller styrkan på ett elektriskt fält eller magnetfält för ljus), vid en given position i tid som funktion av {\textstyle x}.
Våglängd har en omvänd relation till frekvens, antalet vågtoppar som passerar en punkt inom en given tid. Våglängden är lika med vågens hastighet delad med vågens frekvens. När det gäller elektromagnetisk strålning i vakuum, så är det ljusets hastighet {\textstyle c}, så omvandlingen blir,
{\displaystyle \lambda ={\frac {c}{f}}} (1)
där:
- {\textstyle \lambda } är en elektromagnetisk vågs våglängd
- {\textstyle c} är ljusets hastighet (299 792 458 m/s)
- {\textstyle f} är frekvensen

För radiovågor är denna relation lätthanterad med denna formel: våglängden i meter = 300/frekvens i megahertz (MHz)
Louis-Victor de Broglie upptäckte att alla partiklar med rörelsemängd har en våglängd kallad de Broglievåglängd. För en relativistisk partikel ges denna våglängd av
{\displaystyle \lambda ={\frac {h}{mv}}={\frac {h}{m_{0}v}}{\sqrt {1-{\frac {v^{2}}{c^{2}}}}}}
där {\textstyle h} är Plancks konstant, {\textstyle m_{0}} är partikelns vilomassa, och {\textstyle v} är partikelns hastighet.